# Neogonyleptes karschii
Neogonyleptes karschii is een hooiwagen uit de familie Gonyleptidae.